# Макерио
Макѐрио (на италиански: Macherio, на западноломбардски: Maché, Маке) е градче и община в Северна Италия, провинция Монца и Брианца, регион Ломбардия. Разположено е на 215 m надморска височина. Населението на общината е 7222 души (към 2010 г.).
До 2004 г. общината е част от провинция Милано.